# Tanystylum excuratum
Tanystylum excuratum là một loài nhện biển trong họ Ammotheidae. Loài này thuộc chi Tanystylum. Tanystylum excuratum được miêu tả khoa học năm 1954 bởi Stock.